# ×Agrotrigia hajastanica
×Agrotrigia hajastanica là một loài thực vật có hoa trong họ Hòa thảo. Loài này được (Tzvelev) Tzvelev miêu tả khoa học đầu tiên năm 1972.